# Історія буріння свердловин

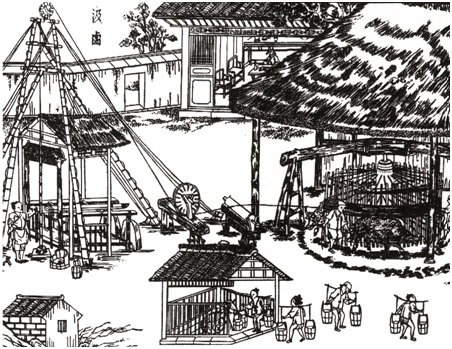
Буріння свердловин у давньому й середньовічному Китаї (гравюра з енциклопедії «Тянь гун кай у», 1637 р.)

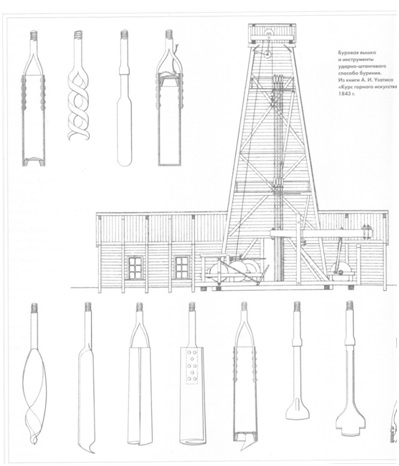
Буровий станок та інструменти для ударно-штангового буріння (О. Узатіс «Курс гірничого мистецтва», 1843 р.)

Історія буріння свердловин — частина (розділ) історії техніки буріння, яка охоплює період в дві тисячі років.

## Загальний опис
Археологічні розкопки в Єгипті, у долині ріки Ніл виявили дав-ні артезіанські свердловини, які датують ІІ — І тис. до н. е. Знайдені при розкопках бурові інструменти різних періодів дають можливість оцінити технологію буріння. У найдавніший період робота виконувалась кам'яними долотами, закріпленими на жер¬динах. Пізніше кам'яні долота змінилися бронзовими свердлами-зубилами.
Понад дві тис. років тому в Китаї вперше у світовій практиці вручну бурилися свердловини для видобування соляних розчинів. Буровий інструмент (долото й бамбукові штанги) опускався у свердловину на канатах завтовшки 1 — 4 см, звитих з індійського очерету. Параметри свердловини: діаметром 12 — 15 см і глибиною 900 м.
У Європі буріння перших свердловин у ІХ столітті проводилося для видобування розчинів кухонної солі (Стара Русса). Пізніші соляні промисли використовували техніку і технологію буріння свердловинув Балахані (ХІІ століття) та в Солікамську (XVI століття). При цьому застосовувалось ударне штангове буріння. Бурові штанги виготовлялися дерев'яними, стінки свердловини закріплювали дерев'яними трубами.
У Середньовіччі починають використовувати буріння свердловин на воду. Перший колодязь, пробурений на воду, був побудований у 1126 році у провінції Артуа (Франція). Він був закріплений трубами. Цікаво, що саме від назви провінції глибокі колодязі з напірною водою дістали назву артезіанських.
Перші гірничі споруди на території України з'явилися в Галичині ще з кінця VII сторіччя. Це були шахти (ями (дучки), копанки або колодязі, студні) для видобутку нафти, а потім і озокериту. Глибина таких гірничих виробок досягала майже 200 метрів.
Від середини ХІХ ст. копання колодязів на нафту набирає значного поширення. Для спорудження таких колодязів потрібні були інструменти і механізми для руйнування й підйому гірської породи, а також для транспортування людей та інструментів до шахти. Також необхідні були пристрої для захисту гірників від дії отруйних газів. Копання колодязів було дуже трудомістким та складним і несло загрозу для життя гірників.
В Україні станом на 1865 р. в Бориславі й на Волянці, на обох берегах Тисмениці було понад 5000 колодязів, з яких добували ропу (нафту), і їх кількість постійно зростала.
Глибина цих гірничих виробок була 35 — 40 м та більше. На початку експлуатації вони давали в середньому по 100—150, а в окремих виробках — до 1600 кг ропи на добу. Коли притік нафти припинявся, гірничі виробки поглиблювали.
Згодом поглиблювати колодязі почали за допомогою долота. Новий напрям у гірничій справі стали називати верченням (бурінням), а гірничу справу в цілому — вертничою (буровою) справою. Гірничі споруди також одержали нову назву — свердловини. Певний час старий і новий метод будівництва гірничих виробок існували паралельно. Довгий час застосовувалася комбінована технологія, коли спочатку копали колодязь просвітом 4 стопи і глибиною 30 саженів, а потім його поглиблювали за допомогою буріння.

## Ударне буріння
У 1860-х роках на Прикарпатті розпочали буріння свердловин за допомогою ударів долота (бура) об породу. Це дало змогу за допомогою ручного, а потім механічного ударного способу буріння збільшити глибину свердловин від 300 до 1500 м. Перші свердловини в Бориславі ударним способом, були пробурені у 1861 році глибиною до 250 м.
Еволюція ударного буріння свердловин охоплює декілька періодів:
- ручне ударне буріння;
- механічне ударне буріння;
- буріння за канадською системою;
- ударно-канатне буріння;
- буріння за пенсільванською системою.

Конструкція установки для ударного буріння з ручним приводом включала дерев'яну балку — «вахач», укріплену на стояку. На одному кінці вахача встановлювали систему елементів — «верстат», який складався з обкутих з обох кінців дерев'яних штанг, вантажу над долотом і долота. На іншому кінці «вахача» знаходилися рукоятки (держаки), які полегшували працю робітників. Для зменшення віддачі удару під час зворотного руху служив відбійник — балка, що вдаряла у задню частину «вахача» в кінці коливального руху. Пізніше цей «верстат» обладнали ножицями Фабіана, які оберігали штанги від ударів, а також механізмом, що надавав штангам обертовий рух. Для утримання напрямку долота було запроваджено «кондуктор». Над свердловиною встановлювали дерев'яну вежу — триногу. Через блок на вершині вежі протягували трос з «ложкою», за допомогою якої із вибою свердловини коловоротом піднімали вибурену породу.
Із часом ручний привод було замінено на механічний, при цьому в бурильному верстаті почали використовувати локомобіль. Така бурова машина виконувала 20 — 25 ударів на хвилину й давала проходку 3 — 5 метрів за добу. У процесі еволюції було суттєво полегшено деякі технологічні операції: «ложкування», опускання та підняття бурових жердин, спуск обсадних труб у свердловину.

### Ударне буріння канадської та польсько-канадської системи на Прикарпатті

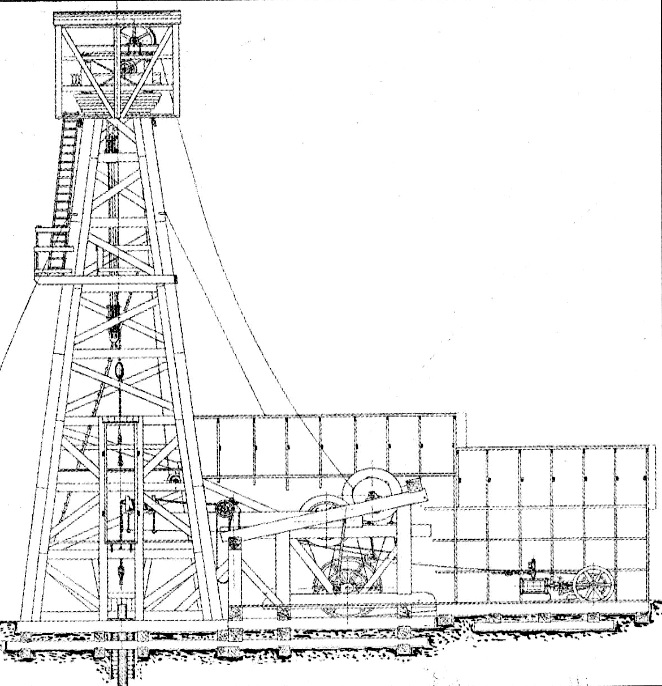
Польсько-канадська бурова машина.

Приблизно у 1884 році до Прикарпаття з Канади приїхав інженер Вільям Генрі Мак Гарвей, який працював над упровадженням способу механічного буріння штангами, названого канадським бурінням.
У 1886 році в районі Борислава, на Потоці, уперше розпочато буріння свердловини «Карпатський Раточин-1» механічним ударним способом канадською машиною. Проте виявилося, що її конструкція не відповідає геологічним умовам прикарпатських родовищ. Верстат та інструменти, які застосовували в процесі буріння, для проходки більш глибоких свердловин було вдосконалено. Зокрема, було створено польсько-канадську бурову машину, котру довгий час використовували на нафтових площах Прикарпаття.
На початку ХХ сторіччя бурова справа на Прикарпатті продовжувала розвиватися. Зокрема, було вдосконалено конструкції машин ударно-штангового буріння, скорочено час буріння свердловин, а самі вони стали більш глибокими. У 1910 році термін буріння свердловин глибиною 1000—1800 м становив 3 — 5 років. На той час було створено бурові ударні машини, які можна було перевозити, були впорядковані різні операції будівельного й монтажного призначення для спорудження веж, гірничих і машинних навісів, котельних тощо. У 1912 році у Глініку (Польща) було виготовлено першу бурову машину з «вахачем», яку можна було перевозити. Досить довгий час на Прикарпатті будували дерев'яні вежі (шиби), а згодом з'явилися сталеві.
У 1907 році в районі Борислава запровадили механізований видобуток нафти способом тлокування (поршнювання, свабування), що дало можливість значно збільшити видобуток продукції.

## Ударно-канатне буріння
Особливістю ударно-канатного буріння є застосування тросів замість штанг.
Ударно-канатне буріння було одним із найдавніших, проте в нафтовій промисловості йшло за більш звичним для бурильників ударно-штанговим. Як зазначалося, перші свердловини в давньому Китаї споруджувалися за допомогою методу, який згодом назовуть ударно-канатним бурінням. Дослідник зі США К. С. Том так описує процес буріння: «Китайський метод глибокого буріння використовував групу чоловіків, які стрибали по брусу бурового долота, в той час, як буровий інструмент обертався буйволами і биками». Цікаво, що, як повідомляє К. С. Том, цей же метод використовувався для видобутку нафти в Каліфорнії в 1860-і роки (процес називали «копати ногами вниз» — англ. «Kicking Her Down»).
У 1870 році в Бориславі цей спосіб уже застосовували, але внаслідок відсутності устаткування й досвіду він не одержав поширення.
Після Першої світової війни застосовували ударно-штангові бурові машини й обладнання, що збереглися з передвоєнної пори. Але протягом 20-х років на Прикарпатті з'явилися фахівці нової генерації — випускники Краківської гірничо-металургійної академії та нафтового факультету Львівського політехнічного інституту, які почали запроваджувати новий, ударно-канатний спосіб буріння.
У міжвоєнний період відбувалася суттєва модернізація технології буріння: були механізовані деякі важкі й небезпечні операції, вдосконалено техніку й ефективність ізоляції припливу глибинних вод, удосконалено технологію спуску обсадних труб у свердловину, а також вимірювання відхилення осі свердловини від вертикалі, впроваджено використання «шурфу» під час виконання операції нарощування інструменту й заміни долота, опрацьовані робочі інструкції.
Перехід на ударно-канатний спосіб буріння швидше відбувався у великих фірмах. Невеликі фірми із застарілим канадським устатку-ванням і дешевою робочою силою лише чинили опір упровадженню цього способу.
У 30-ті роки ХХ сторіччя із застосуванням ударного механічного буріння була пробурена найглибша свердловина в Польщі, можливо й у Європі, «Піонер-1» на Орові у Бориславі глибиною 2274 м.

## Обертове буріння
Див. також Історія розвитку обертального буріння ‎
Обертове (роторне) буріння суцільним вибоєм є сьогодні є основним способом, який використовується в практиці, на його частку припадає понад 90 % всього виконуваного обсягу робіт. Тому простежимо хронологію його «народження» і розвитку більш детально. Зупинимося також на забезпечувальних системах, зокрема циркуляційній — бурового розчину і цементувальній.
Із збільшенням середньої глибин нафтових свердловин, яка в 1900 р. сягнула близько 300 м, стають відчутнішими вади ударного способу буріння. Інженерні розрахунки й практика показували, що на великих глибинах, через великі механічні втрати в системі «долото — бурильна колона — поверхневе обладнання» втрачається ефективність ударного буріння. Також із збільшенням глибини свердловин різко збільшуються пластові тиски, що унеможливлює застосування ударного буріння.
Тому на зміну ударному способу прийшло обертове буріння, при якому одночасно відбувається руйнування гірської породи і винос її на поверхню потоком промивальної рідини. У 1846 р. французький інженер Фовель винайшов спосіб очистки бурових свердловин водним струменем, що подавався насосом з поверхні в порожнисту штангу (перший успішний досвід буріння з промивкою Фовель здійснив при бурінні артезіанської свердловини в монастирі Св. Домініка у Перпіньяні, Франція). Наприкінці 1880-х рр. у Новому Орлеані (Луїзіана, США) починає впроваджуватися роторне буріння на нафту із застосуванням лопатних доліт і промиванням глинистим розчином. У 1902 р. першу нафтову свердловину пройшли обертальним (роторним) способом в Росії в районі Грозного (глибина 345 м).
Для успішного впровадження обертового способу буріння першорядне значення мало винайдення ефективного бурового долота. У 1908 р. американський інженер Говард Хьюз винайшов триконусне шарошечне долото «Шарп-Хьюз», чим створив справжню революцію в техніці й технології буріння, відкривши нову еру обертового буріння свердловин . Створений ним механізм перетворював обертовий рух корпусу долота в ударну дію на вибій свердловини робочих елементів (зубків шарошок) з високою частотою, що давало небачений раніше ефект руйнування гірської породи. Швидкість руйнування при застосуванні вже перших двоконусних конструкцій шарошки Хьюза в 10 разів перевищила найкращий буровий інструмент свого часу. Крім того шарошка Хьюза відкрила можливість свердлити особливо міцні породи, які до того вважалися неприступними (у 1909 р. Хьюз забезпечив перше морське буріння в Техасі по надміцних породах). Одним з найбільш відомих напівжартів Хьюза була «тверда обіцянка» пробурити свердловину до центру Землі.
У 1920-ті рр. були створені кільцеві бурові коронки, армовані твердосплавними різцями (ідея німецького інженера Ломана), а в 1940 рр. — дрібноалмазні бурові коронки й долота (робоча частина інструменту — м'яка металокерамічна матриця, в яку впресовані дрібні кристали алмазів, що можуть руйнувати гірські породи будь-якої міцності). Це відобразилось на сучасних конструкціях шарошок .
Однією із складних проблем, які виникали при бурінні свердловини, особливо при роторному способі, була проблема герметизації затрубного простору між обсадними трубами і стінкою свердловини. Першу ізоляційну операцію із застосуванням портландцементу було виконано у США у 1903 р. на свердловині площі Лаптос (Каліфорнія). Технічно цю ж проблему було вирішено в 1906 р. інженером А. Богушевським закачуванням цементного розчину в обсадну колону з подальшим витісненням його через низ колони в затрубний простір. У 1910 р. аналогічний спосіб цементування шляхом застосування двох роздільних пробок запропонував американський інженер А. Перкінс з Каліфорнії.
У 1918 р. на Прикарпатті започатковано тампонування свердловин за методом А.Перкінса (назва свердловини не збереглась). Цей спосіб і донині залишається основним при будівництві свердловин.
У 1920 р. у Прикарпатті фірма «Газоліна» вперше запровадила роторне буріння на глинистій промивальній рідині.

## Турбобур
У 1922 р. бакинський інженер Матвій Капелюшников розробив перший успішний гідравлічний вибійний двигун — турбобур.
Історія турбобуру (двигуна, розміщеного безпосередньо над буровим долотом) починається з патенту американського інженера Х. Кросса 1873 р., який запропонував гідравлічну бурильну одноступінчасту турбіну. У 1883 р. американець Дж. Вестингауз сконструював турбінний вибійний двигун. У 1890 р. український інженер К. Сімченко, працюючи у Баку, запатентував ротаційний вибійний двигун, а на початку ХХ ст. польський інженер Вольський сконструював швидкісний забійний гідравлічний двигун («таран Вольського»), який став прототипом сучасних гідровідбійників. Але саме завдяки двигуну Капелюшникова у 1924 р. в Азербайджані в Суруханах була пробурена перша в світі свердловина за допомогою турбобуру, що започаткувало історію турбінного буріння. Протягом десятиріччя трест «Азнафта» широко застосовував турбобур Капелюшникова, а в подальшому він слугував прототипом для нових прогресивних конструкцій, які стали основним засобом буріння нафтових і газових свердловин. Значною перевагою вибійного двигуна є те, що промивна рідина, яка закачується в свердловину, одночасно обертає турбіну двигуна. При цьому не потрібно обертати всю бурову колону (як це робилося раніше), що дало великий економічний ефект при бурінні на значній глибині.
Протягом 1933—1940 рр. було створено багатоступінчасті безредукторні турбобури різних типів (керівник розробки — П. Шумілов). У 1930-х рр. у США пройшов успішне випробування електробур, який опускали в свердловину на кабелі-канаті. У 1937—1940 рр. російськими винахідниками А. Островським, Н. Григоряном, А. Богдановим було розроблено свою конструкцію вибійного електричного двигуна — електробура.

## Сучасність
Сучасні способи й засоби механічного, зокрема, базового — роторного буріння складають ціле «дерево», яке й надалі розростається. Сучасні механічні способи буріння за методом впливу інструмента на вибій поділяють на: обертальне і ударне, ударно-поворотне і обертально-ударне, вібраційне буріння. За типом породоруйнівного інструмент-та розрізнюють шнекове, шарошкове, алмазне буріння, дробове тощо, за типом бурової машини — перфораторне, пневмоударне, гідроударне, роторне, турбінне, електричне тощо. За напрямком і методом проведення свердловин — кущове, вертикальне, похилоскероване, багатовибійне та ін. І кожний з різновидів та підрізновидів має вже свою історію, яка обмежується, як видно з наведеного хронологічного ряду, в основному ХХ ст. Надалі очікується як екстенсивний, так і інтенсивний за характером розвиток цього способу розкриття родовищ вуглеводнів, продуктивних пластів-колекторів.
Сьогодні буріння свердловин застосовується не лише в нафтовій і газовій промисловості. У вугільній та гірничорудній промисловості свердловини бурять з метою:
- пошуку й розвідки твердих корисних копалин,
- вентиляції гірничих виробок,
- відкачування води з гірничих виробок,
- спуску в гірничі виробки кріпильних матеріалів,
- заморожування ґрунту при проходці шахт,
- підземної газифікації вугілля,
- тушіння підземних пожеж,
- вибухових робіт при кар'єрній та підземній розробці корисних копалин,
- дегазації вугільних пластів і видобутку метану вугільних родовищ тощо.

Свердловини застосовуються також у хімічній промисловості, санаторно-лікувальній та будівельній галузях.